# Coalició pan-verda
La Coalició pan-verda (en xinès: 泛綠聯盟), també anomenat el Grup pan-verd és una aliança política de la República de la Xina —comunament anomenada Taiwan— que està conformada pel Partit Democràtic Progressista, la Unió Solidària per Taiwan i el Partit per la Independència de Taiwan.
El nom es deu als colors del Partit Democràtic Progressista, que originalment va adoptar el verd, en part, perquè té un vincle amb el moviment ecologista. En contrast amb la Coalició pan-blava, la coalició pan-verda està a favor de la independència de Taiwan i en contra de la reunificació amb Xina. No obstant això els membres de les coalicions van moderar la seva política amb la finalitat d'obtenir major quantitat de vots.